# Szogdok

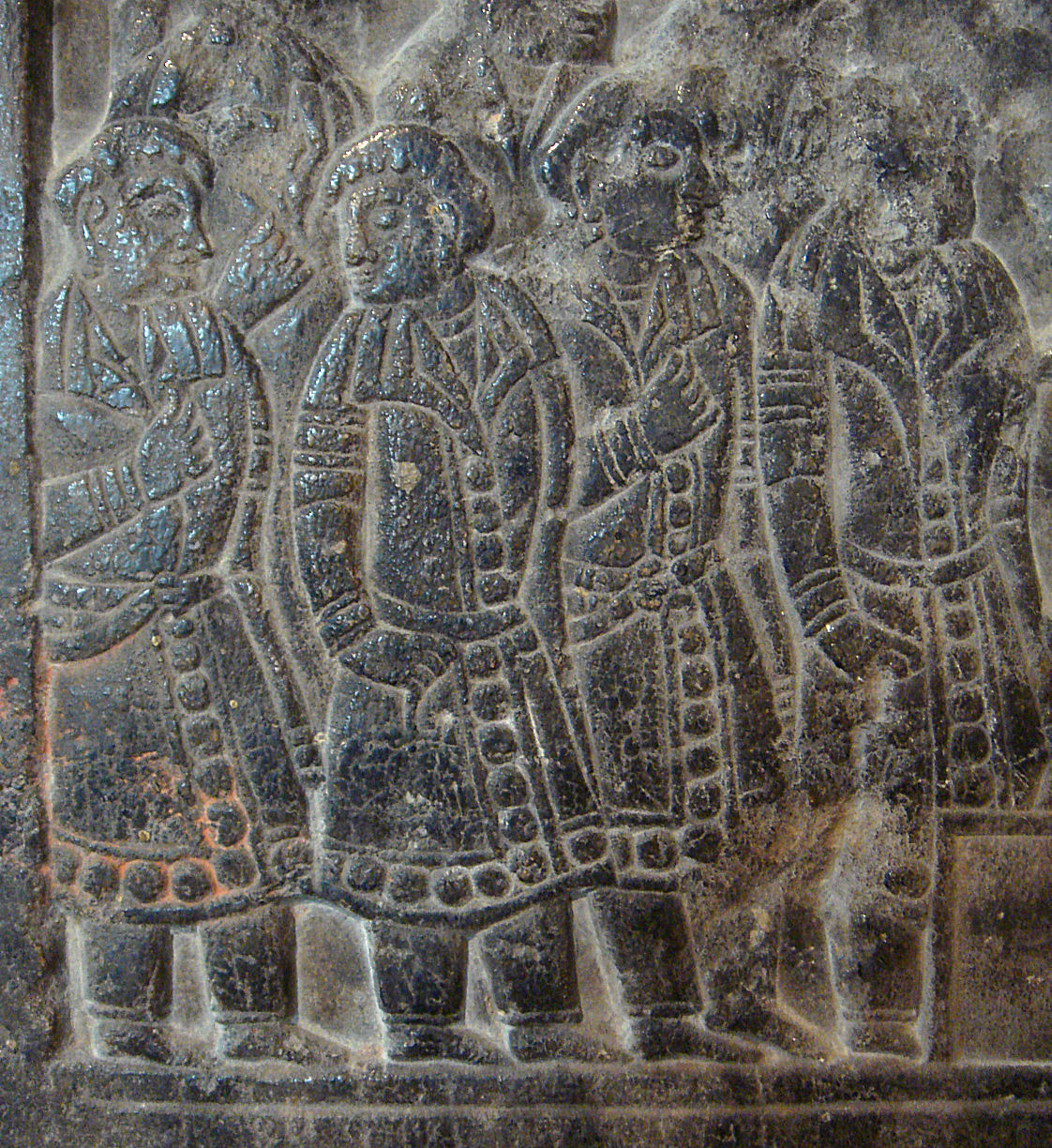
Szogdok ábrázolása 550 körül az Északi Csi államból

A szogdok iráni nép volt az ókorban Szogdia területén. Kelet-iráni nyelvet beszéltek, amelynek legközelebbi rokonai a szaka, szkíta, baktriai és a hvárizmi voltak. A hellénizmus idején városi kereskedő-kézműves társadalommá váltak, ők voltak az ókorban a selyemút legfontosabb kereskedői.

## Történetük
A szogdok az i. e. 1. évezred közepén telepedtek le Szogdiában.  Szogdiában a makedón hódítás utáni hellénizmus idején gréko-baktriai hatásra városi kultúra alakult ki, a szogdok városi kézműves-kereskedő néppé váltak az i. e. 3–2. században. 
A szogdok kulcsfontosságú helyen éltek a Selyemút mentén, és fontos szerepet játszottak a Közép-Ázsia és Kína között zajló kereskedelemben. Kínával a felfedező Zhang Qian követi küldetése után kezdték el keresni a kapcsolatokat, aki a Han-dinasztia egyik császárának, Wudinak (Vu-ti) az uralkodása alatt élt (i. e. 141-87). Az utazásról szóló beszámolója máig fennmaradt.
A szogdok az indiaiakat megelőzve kiterjesztették kereskedelmi tevékenységüket Kínára, különösen miután az i. e. 1. század elején a Han Birodalom kiterjesztette uralmát a Tárim-medencére és megnyílt annak északi és déli peremén is a selyemút északi ill. déli ága. A szogdok állandó kolóniákat létesítettek Dunhuangtól (Tunhuang) Luoyangig (Lojang), a Han-fővárosig és azon túl is minden jelentősebb városban és közigazgatási központban, mint Csiucsüang, Kutsang, Kincseng, Nanjang, és hitel- és tőkeügyeleteken alapuló élénk üzleti tevékenységet fejlesztettek ki.  A Tunhuangban és Kincsengben írt szogd nyelvű „régi levelek” leírják a szogd kereskedők nehézségeit a Han-dinasztia bukása előestéjén zavarossá váló kínai helyzetben. 
Volt a selyemútnak ugyanekkor egy északabbi ága a sztyeppe és az erdős sztyeppe vidékén is, amelynek jelentőségét a szogdok szintén felismerték. A Hsziungnu Birodalom területén megtalálhatók voltak a Bajkál tó és az Ivolga folyó mellett, ahol többek között a nomádok által Kínából rabolt, vagy adóként kipréselt árukat közvetítették az egyes törzsek között. 
Miután 234-ben a Szászánida Birodalom kiterjesztette uralmát a Kusán Birodalom nyugati részére és így ellenőrzése alá vonta a selyemút baktriai szakaszát, a szogdok megjelentek a selyemút déli szárazföldi ágán is, amely a Karakorum hegységen keresztül vezetett Gandhárába és amelyen kínai selymet szállítottak Indiába. Ezután évszázadokra szogd nyelv uralta a selyemút közép-ázsiai szakaszát, a szogdok szállították a selymet és más árukat Hvárizmig, Pártiáig, a Szászánida Birodalomig és Gandháráig. 
Az arab hódítás gyökeresen megváltoztatta a szogdok helyzetét. A szogd gazdaság lehanyatlott, a szogdok szétszóródtak, többségük elvándorolt Szogdiából és asszimilálódott a többi néphez.  Mai utódaik a Tádzsikisztán Szugd tartományában élő jagnobik.

## Nyelvük
A szogdok nyelve, a szogd nyelv a kelet-iráni nyelvek közé, az indoeurópai nyelvcsaládba tartozik, közeli rokona a baktriai nyelvnek, a térség másik fontos ókori nyelvének. A szogd ábécével írták, ami az arámi írás egyik leszármazottja.

## Vallásuk
A szogdok között több vallás követőit is meg lehetett találni: elterjedt volt a buddhizmus, a manicheizmus, a nesztorianizmus és a zoroasztrianizmus.
Fontos szerepet játszottak a buddhizmus, manicheizmus és nesztorianizmus Selyemút menti terjedésében, amely vallásoknak a szogd nyelv fejlett irodalmi nyelvévé vált.  Magáról a szogd nyelvről is a legtöbb információt a hátramaradt vallásos szövegekből szereztük.
Egészen a 8. században bekövetkezett iszlám hódításig.